# David Douillet
David Douillet (Rouen, 17 februari 1969) is een Frans voormalig judoka en politicus. Douillet werd in totaal viermaal wereldkampioen, driemaal bij de zwaargewichten en eenmaal in de open klasse en tweemaal olympisch kampioen zwaargewicht. In 2009 werd Douillet gekozen in de Assemblée nationale. Twee jaar later werd Douillet door president Nicolas Sarkozy benoemd tot minister van sport; deze functie vervulde zeven maanden tot aan de verkiezing van François Hollande tot president.

## Resultaten
- Europese kampioenschappen judo 1991 in Praag  in het zwaargewicht
- Europese kampioenschappen judo 1992 in Parijs  in het zwaargewicht
- Olympische Zomerspelen 1992 in  in Barcelona in het zwaargewicht
- Europese kampioenschappen judo 1993 in Athene  in het zwaargewicht
- Wereldkampioenschappen judo 1993 in Hamilton  in het zwaargewicht
- Europese kampioenschappen judo 1994 in Gdansk  in het zwaargewicht
- Wereldkampioenschappen judo 1995 in Chiba  in het zwaargewicht
- Wereldkampioenschappen judo 1995 in Chiba  in de open klasse
- Olympische Zomerspelen 1996 in  in Atlanta in het zwaargewicht
- Wereldkampioenschappen judo 1997 in Parijs  in het zwaargewicht
- Olympische Zomerspelen 2000 in  in Sydney in het zwaargewicht

1964: Isao Inokuma ·
1972: Wim Ruska ·
1976: Serhei Novikov ·
1980: Angelo Parisi ·
1984: Hitoshi Saito ·
1988: Hitoshi Saito ·
1992: Davit Chachaleisjvili ·
1996: David Douillet ·
2000: David Douillet ·
2004: Keiji Suzuki ·
2008: Satoshi Ishii · 
2012: Teddy Riner · 
2016: Teddy Riner · 
2020: Lukáš Krpálek · 
2024: Teddy Riner
- Bibliothèque nationale de France: cb133392233 (data)
- International Standard Name Identifier: 0000 0000 3309 6011
- Library of Congress Control Number: n99025774
- Système universitaire de documentation: 034507930
- Virtual International Authority File: 29679854
- WorldCat: E39PBJxmKFVbdfvxFRB8P4VwG3